# Papirmodel
En papirmodel, papirbyggesæt, klippeark, modelark eller kartonmodel består af et eller flere ark af trykte eller printede figurer, der kan foldes, rulles og limes sammen til en skalamodel af f.eks. et fly, et skib, en bygning eller en rumraket. Herudover er der ofte en instruktion, der fortæller, hvordan modellen skal samles.
De bedste papirmodeller kan måle sig med plastbyggesæt eller modeller støbt i resin (kunstharpiks).
Papirmodeller eller kartonmodeller er nærmest et ukendt begreb I Danmark. Det er meget få, der bygger skalamodeller i papir eller karton.
Som hobby er den mest udbredt i lande som Tyskland, Polen, Tjekkiet, Rusland og ikke mindst i det fjerne østen – hvor traditionen med at lave modeller i papir er udbredt i lande som Japan og Taiwan.

## Historie
Papir har været brugt til fremstilling af små modeller helt tilbage til det gamle egypten. Med opfindelsen af litografi i slutningen af 1700-tallet blev det muligt at trykke store oplag, og papirmodeller af f.eks. skibe og kirker blev populære. I Danmark kendes gamle papirmodeller fra 1800-tallet af kirker, slotte og f.eks. dukketeatre. Efter 2. verdenskrig fortrængte byggesæt af plastik papirmodellerne de fleste steder i verden. Dog ikke i det tidligere Øst-Europa, hvor f.eks. det Polske Maly Modelarz og det tjekkiske blad ABC trykte mange ret avancerede modeller. Også tyske forlag fortsatte med at udgive papirmodeller især skibsmodeller.
Med Internettets udbredelse har papirmodeller fået et comeback. Dels er der fortsat kommercielle udgivere, der nu sælger deres modeller på postordre via Internettet, men der er også en stadig voksende mængde af modeller, der helt gratis kan downloades. Nogle laves som reklamer, andre udgives af f.eks. NASA til undervisningsbrug og endelig designes nogle af privatpersoner, der gør det for at glæde andre.

## Metode
Bygning af en model kræver ikke andet end en stållineal med kork på bagsiden, en skæreplade, en skarp hobbykniv, en god saks, hvid hobbylim og nogle tandstikker til at påføre limen med.
Modellen downloades fra nettet, og printes på tyndt karton. Det bedste er f.eks. 120-160 gr/m², hvilket svarer til det, som man tidligere brugte til kartotekskort. Herefter klippes de enkelte dele ud. Som oftest er der en instruktion som man blot kan følge. Delene rulles eller foldes i den rigtige facon – og herefter påføres et meget tyndt lag lim. Endelig samles delene. Det er vigtigt at forme papiret før det limes, så det ikke krøller. Man kan f.eks. rulle det omkring små stykker rundstok eller gamle penselskafter. Når den enkelte del er færdig er det vigtigt at lade den tørre, inden man limer den sammen med andre dele.
Fordelene ved papirmodeller er, at de er gratis eller meget billige. Mange modeller specielt inden for rumfart findes kun som papir modeller. Hvis en model ikke bliver så god som forventet er det let at printe og bygge en ny. Endelig kan man let kombinere papiret med andre materialer for at opnå større realisme.
Ulemperne er at de kan være følsomme overfor fugt og lyspåvirkning. Mange lakerer derfor deres modeller. Bortset derfra er modellerne rimeligt holdbare.
Der findes software til at designe modeller eller konvertere 3D-modeller til papirmodeller. Mange papirmodeller er dog designet med almindelige tegneprogrammer.
Der findes pt. ingen modeller med danske instruktioner. Da det er meget få, der bygger modeller i Danmark, vælger de få danske designere at udgive deres modeller på engelsk.